# Lithobius inexpectatus
Lithobius inexpectatus är en mångfotingart som beskrevs av Matic 1962. Lithobius inexpectatus ingår i släktet Lithobius och familjen stenkrypare.
Artens utbredningsområde är Rumänien. Inga underarter finns listade i Catalogue of Life.